# Agabus obliteratus
Agabus obliteratus är en skalbaggsart som beskrevs av Leconte 1859. Agabus obliteratus ingår i släktet Agabus och familjen dykare.

## Underarter
Arten delas in i följande underarter:
- A. o. obliteratus
- A. o. nectris